# Marbles (musikalbum)
Marbles är den brittiska rockgruppen Marillions trettonde album, utgivet 2004. Dave Meegan återkom som producent.
Det var det andra albumet som ingick i en kampanj, en s.k. Gräsrotsfinansiering, där skivan förbetalades av fansen, innan den var inspelad. 
Alla namn på dem som förbeställde fick vara med i innerkonvolutet.
Albumet släpptes i två versioner, en enkel-cd, som släpptes hos vanliga skivåterförsäljare, och en dubbel-cd, vilken bara fanns tillgänglig via bandets hemsida.
Singeln "You're Gone" blev sjua på Storbritanniens Singel-topplista, och de fick medverka i klassiska "Top of the Pops". Även "Don't Hurt Yourself" släpptes som singel.
Den 12 maj 2004 spelade Marillion i Stockholm på Chinateatern, dagen efter på Kulturbolaget i Malmö.

## Låtlista[4]

### CD 1
1. "The Invisible Man" - 13:38
2. "Marbles I" - 1:43
3. "Genie" - 4:54
4. "Fantastic Place" - 6:13
5. "The Only Unforgivable Thing" - 7:13
6. "Marbles II" - 2:03
7. "Ocean Cloud" - 17:58

### CD 2
1. "Marbles III" - 1:52
2. "The Damage" - 4:35
3. "Don't Hurt Yourself" - 5:49
4. "You're Gone" - 6:26
5. "Angelina" - 7:43
6. "Drilling Holes" - 5:12
7. "Marbles IV" - 1:26
8. "Neverland" - 12:10